# Bernard Rappaz (écologiste)
Pour les articles homonymes, voir Bernard Rappaz et Rappaz.
Bernard Rappaz, né le 18 février 1953 à Saxon, est un militant de la dépénalisation du chanvre, ancien vigneron et œnologue diplômé suisse et français, entrepreneur chanvrier, arboriculteur et maraîcher bio-suisse.

## Biographie
Bernard Rappaz naît le 18 février 1953 à Saxon, dans le canton du Valais. Ses parents, Raoul et Dora, sont vignerons.
Il est responsable de la sécurité du Festival de Sapinhaut, localité située au-dessus de Saxon, en 1971.
Il est un pionnier de la non-violence dans le cadre du Mouvement valaisan d'actions non violentes, où il occupe le poste de secrétaire dès 1970. Il soutient les premiers objecteurs de conscience pour raisons idéologiques et/ou religieuses. Il cultive à titre privé du chanvre dans le canton suisse du Valais depuis 1971, puis depuis 1993 à titre commercial, tout d'abord subventionné par la Confédération suisse, pour en faire de la tisane.
En 1974, il pose la première éolienne du canton du Valais dans le pré de sa ferme et les premiers capteurs solaires.

## Condamnation judiciaire
Le 14 mars 2006, il est placé en détention préventive et commence alors une grève de la faim (74 jours). Fin avril 2006, les autorités demandent son transfert à l'hôpital régional de Sierre, où il refuse toujours de s'alimenter. Le 9 mai 2006, il est de nouveau transféré, cette fois-ci, à l'hôpital de l'Île, à Berne, lequel hôpital dispose d'une structure carcérale. Le 28 juin, il est condamné à cinq ans et huit mois de réclusion, essentiellement pour violation grave de la loi fédérale sur les stupéfiants, mais aussi pour lésions corporelles simples, blanchiment d'argent, violation grave des règles de la circulation routière et violation de diverses lois d'assurance sociale. En novembre 2008, le Tribunal cantonal valaisan confirme en appel la peine.
En août 2009, le Tribunal cantonal valaisan renonce à percevoir une créance compensatrice de 220 000 francs à son encontre. La peine de cinq ans et huit mois de réclusion — pour violation grave de la loi sur les stupéfiants et gestion déloyale aggravée — n'a pas été réexaminée par la justice valaisanne. Elle a été confirmée par le Tribunal fédéral, en avril 2009.
Le 20 mars 2010, il est arrêté et incarcéré. Il entame une grève de la faim. Du 10 mai au 22 mai 2010, il bénéficie d'une suspension de peine[réf. souhaitée]. À son retour en prison, il commence une nouvelle grève de la faim. Le 18 juillet, sur décision de la conseillère d'État chargée de la justice, les médecins de l'hôpital de Berne, où il est en détention, reçoivent l'ordre de le nourrir de force ; Rappaz cependant y voit une violation des droits de l'Homme. À la suite du refus des médecins de l'alimenter de force, Bernard Rappaz a pu poursuivre sa détention à domicile. 
En novembre 2010, il perd sa ferme.
Le 16 novembre 2010, la TSR a consacré un débat télévisé Infrarouge à la condition statutaire de Bernard Rappaz. À la date précitée, le chanvrier valaisan est en grève de la faim depuis près de trois mois,. Le 18 novembre 2010, le Grand Conseil valaisan a rendu sa décision formelle, après un débat tenu à huis clos : la demande de grâce de Bernard Rappaz est rejetée, par 113 voix contre 14. Le 29 novembre 2010, le juge Christophe Joris, chargé du dossier près le Tribunal de Martigny, décide d'ajourner le procès de Bernard Rappaz, arguant du fait que le prévenu « n'est pas en état physique de comparaître et n'a donc pas pu préparer valablement son procès avec son défenseur », après une requête pour ajournement déposée par l'avocat de Bernard Rappaz.
Le 20 décembre 2010, la Cour européenne des droits de l'homme rejette une requête de Bernard Rappaz demandant sa libération en tant que mesure provisionnelle. La cour a invité Bernard Rappaz à se réalimenter pendant la procédure ordinaire, qui pourrait durer plusieurs années. Le Tribunal fédéral suisse avait auparavant rejeté différentes demandes de Bernard Rappaz. Le 10 janvier 2011, Bernard Rappaz est transféré dans une prison valaisanne, où il purge sa peine de manière ordinaire.
Il est libéré de la « liberté conditionnelle » représentant le dernier tiers de peine, le 25 mai 2016 et vit dans la commune d'Isérables. Il fonde l'association Népal Evolution afin de diversifier les cultures essentiellement basées sur l’orge en apportant sur place des semences de seigle et de quinoa.
En 2017, Bernard Rappaz se relance dans le cannabis légal en Suisse (CBD) avec sa marque Holyweed, première production labellisée bio.

## Thèses
Selon Bernard Rappaz, la dangerosité du cannabis se situe « entre le thé et le café » alors que celle du tabac se situe « entre la cocaïne et l'héroïne ».
Pour lui, la prohibition du chanvre est à imputer aux grands groupes de presse américains des années 1930, propriétaires également des forêts et papeteries, craignant la concurrence des chanvriers pour la production de papier après la mécanisation de leur récolte.
Lors d'un débat sur l'émission de la TSR1 Infrarouge en avril 2012, il dénonce un problème de santé publique quant à l'habitude suisse et européenne de mélanger tabac et chanvre pour la consommation.

## Publication
- Pionnier ! (autobiographie), Lausanne, Favre, octobre 2013, 390 p. (ISBN 9782828913823)